# Comuna Debeslavți, Colomeea
Debeslavți (în ucraineană Дебеславці) este o comună în raionul Colomeea, regiunea Ivano-Frankivsk, Ucraina, formată din satele Debeslavți (reședința), Hanniv și Zalucicea.

## Demografie
Componența lingvistică a comunei Debeslavți
     Ucraineană (99,38%)
     Alte limbi (0,62%)
Conform recensământului din 2001, majoritatea populației comunei Debeslavți era vorbitoare de ucraineană (99,38%), existând în minoritate și vorbitori de alte limbi.